# Geiger–Müller-számláló

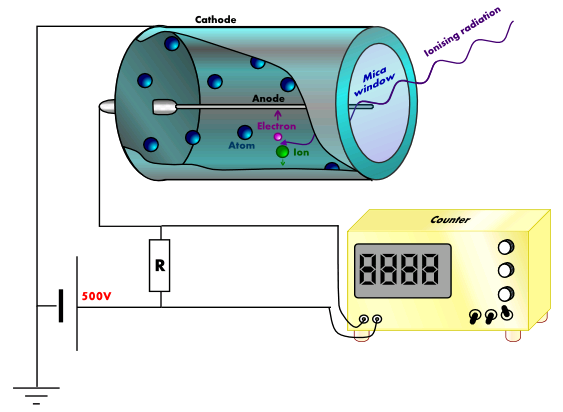
Egy „végablakos” Geiger-csövön alapuló proporcionális számláló sematikus képe

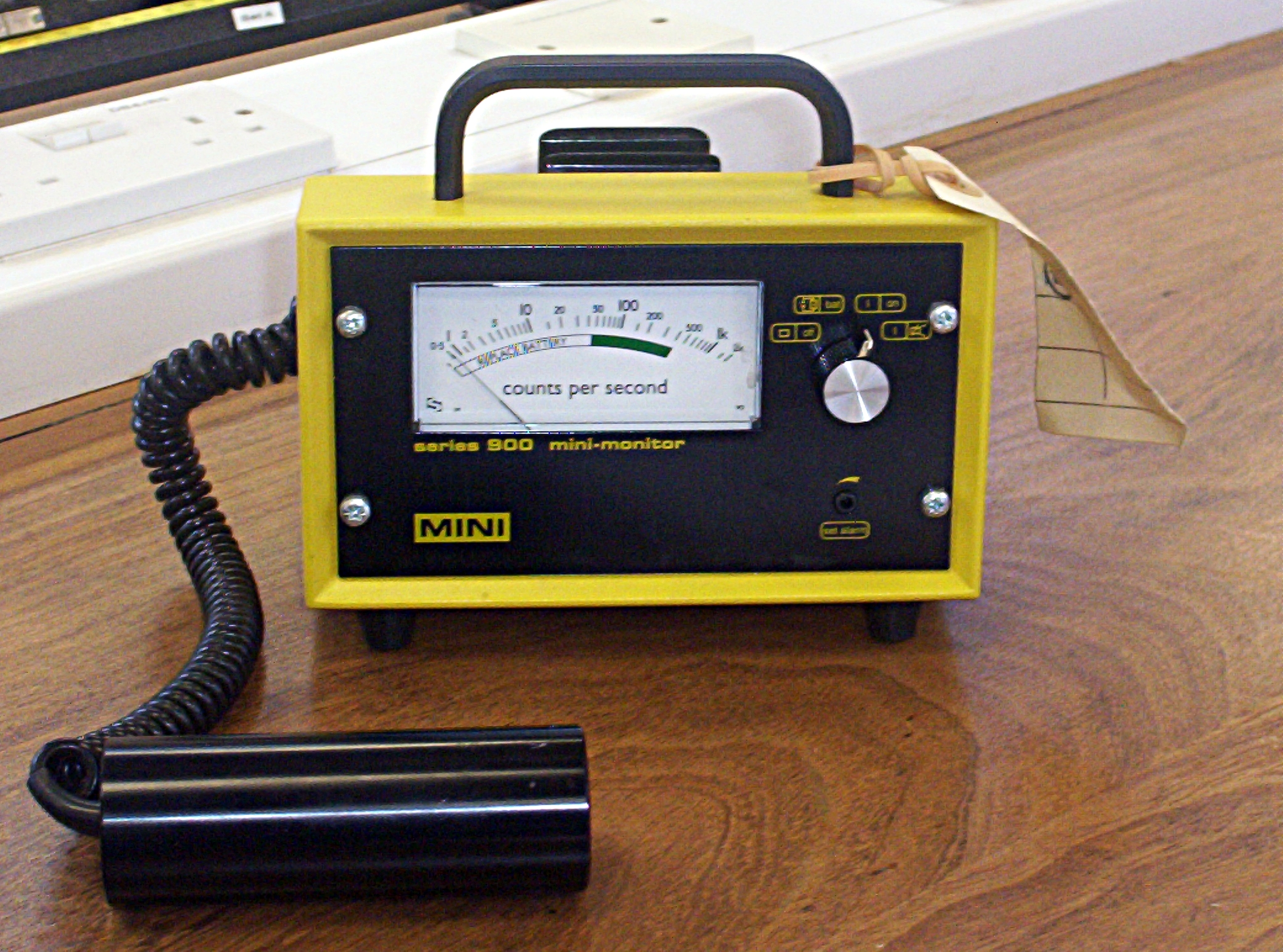
Egy Geiger–Müller-csövön alapuló modern proporcionális számláló

A Geiger–Müller-cső egy gáztöltésű detektor, ami az ionizáló sugárzás kimutatására képes. Általában henger alakú, a közepén egy vékony dróttal. A cső fala és a drótszál közé egyenfeszültséget kapcsolnak úgy, hogy az utóbbi a pozitív pólus, tehát az játssza az anód szerepét, és a csőfal a katód. A cső alacsony nyomású nemesgázzal (például argonnal) van töltve. A nemesgázok nagyon jó szigetelők, ezért az áramkörben nem folyik áram. A henger egyik alapját csillámlap zárja. Ez egy vékony fal, amin keresztül nagyenergiájú részecskék léphetnek be. Ha ez megtörténik, akkor a nemesgáz ionizálódik – pozitív ionok keletkeznek. A sugárzás által keltett elektronok és ionok elkezdenek áramlani az elektródák felé, ezzel elektromos áramot keltve. Az így kialakult kisülés azonban nem szűnik meg, több okból kifolyólag:
- a keletkezett fotonok fényelektromos jelenség által újabb elektronokat löknek ki a katódból;
- a katódba csapódó ionok újabb elektronokat löknek ki abból.

A folyamatos elektron-utánpótlás miatt a kisülés fönntartja magát, lehetetlenné téve ezáltal az újabb részecskék detekcióját. Hogy a detektort újból használni lehessen, meg kell állítani a kisülést. Erre kétféle módszert alkalmaznak.
- A nem önkioltó számlálók a csőre kapcsolt feszültség csökkentésével állítják meg a kisülést. Ennek hátránya a nagy holtidő.
- Az önkioltó számlálók esetében a csőben lévő nemesgázhoz más többatomos gázokat, leginkább halogéneket kevernek. Ezek egyrészt elnyelik a lavinát terjesztő fotonokat, másrészt átveszik a töltést a pozitív ionoktól, és a katódba csapódva nem löknek ki újabb elektronokat (nagyobb tömegük miatt nincs elegendő mozgási energiájuk ehhez).

Amíg a kisülés tart, a detektor nem érzékeli az ionizáló sugárzás jelenlétét. Ezt az időt nevezzük holtidőnek, ami Geiger–Müller-cső esetében 10−5 másodperc. A detektor holtideje meghatározza a legnagyobb számlálási sebességet; egy ilyen cső 100 000 részecskét detektálhat másodpercenként.
A csőre kapcsolt feszültség 500–1000 volt között mozog. A magas feszültségnek köszönhetően nincs szükség erősítőre, a jelet direkt lehet a számlálóba vezetni – egyszerű modellek esetében egy hangszóróra. A nagyfeszültség miatt akár egyetlen elektron-ion pár is kisülést okoz, így a Geiger–Müller-cső alkalmatlan energiamérésre. Az egyszerűsége miatt azonban ideális eszköz, ha terepen radioaktív sugárzást szeretnénk kimutatni.
Nevét Hans Geigerről kapta, aki 1908-ban feltalálta a cső elvét, és Walther Müllerről, aki együttműködött Geigerrel a technika továbbfejlesztésében 1928-ban, hogy olyan praktikus csövet állítsanak elő, amely számos különböző típusú sugárzás kimutatására képes.